# ژرژ بیسکت
ژُرژ بیسکُت (فرانسوی: Georges Biscot‎؛ ۱۵ سپتامبر ۱۸۸۹ – ۱۸ دسامبر ۱۹۴۴) هنرپیشه اهل کشور فرانسه بود. وی بین سال‌های ۱۹۱۶ تا ۱۹۴۴ در حدود ۲۸ فیلم بازی کرده بود.